# Maciej Zabierowski
Maciej Zabierowski (ur. 8 listopada 1997) – polski akrobata. Mistrz Polski w 2017 roku w konkurencji dwójek mieszanych. Uczestnik Mistrzostw Świata 2018. W parze z Angeliką Kowalewską zajął 8. miejsce. Wystąpili również na Igrzyskach Europejskich 2015 w Baku, gdzie zajęli przedostatnie 7. miejsce.